# シセロ (ニューヨーク州)
シセロ（Cicero）は、アメリカ合衆国ニューヨーク州オノンダガ郡北東部にある町。2010年国勢調査時点での人口は31,632人。名前の由来はローマ時代の哲学者キケロから。近隣には郡庁所在地のシラキュースがあり、その郊外として発展した。

## 歴史
アメリカ独立戦争を戦った退役兵に与えられた土地として開発された。
1790年にタウンシップとして設置。4年後にオノンダガ郡が設立された際にはライサンダーの一部に組み込まれたが、1807年に再び分離され単独の街となった。そして1827年には町の西側がクレイとして分離され、現在に至る。

## 地理
町の北側でオナイダ川を挟んでオスウェゴ郡と接し、東側でチッタナンゴ川を挟んでマディソン郡に接している。
また北東部では全体がニューヨーク州内にある湖としては最大のオナイダ湖に面している。町の大部分は湿地、森林、農場で構成されているが、徐々に住宅地の面積が拡大しつつある。土壌はほとんどがローム層で構成されているが、表層はやや酸性が強くなっている。

### 地勢
アメリカ合衆国統計局によると、シセロ町は総面積126 km2 (48.5 mi2) である。このうち126 km2 (48.5 mi2) が陸地で0.26 km2 (0.1 mi2) が水域である。総面積に占める水域の割合は0.1%である。

## 交通

### 空港
- マイケル飛行場（英語版）

### 道路
- 国道11号線
- 州間高速道路81号線
- 州間高速道路481号線
- ニューヨーク州道31号線

## 人口動勢
以下は2000年における人口統計データである。
| - 人口: 2万7982人 - 世帯数: 1万0538世帯 - 家族数: 7692家族 - 人口密度: 222.9人/km²（577.4人/mi²） - 住居数: 1万1033軒 - 住居密度: 87.9軒/km²（227.7軒/mi²） - 収入の中央値 - 世帯: 5万0055米ドル - 家族: 5万7531米ドル - 性別 - 男性: 4万1038米ドル - 女性: 2万6983米ドル - 人口1人当たりの収入: 2万1527米ドル - 貧困線以下 - 対人口: 5.1% - 対家族数: 3.9% - 18歳未満: 6.0% - 65歳以上: 3.5% | - 18歳未満: 28.1% - 18-24歳: 5.9% - 25-44歳: 33.2% - 45-64歳: 22.1% - 65歳以上: 10.7% - 年齢の中央値: 36歳 - 性比（女性100人に対する男性の人口） - 総人口: 96.5 - 18歳以上: 93.6 - 白人: 96.31% - アフリカ系アメリカ人: 1.19% - ネイティブ・アメリカン: 0.38% - アジア人: 0.71% - 太平洋諸島系: 0.02% - その他の人種: 0.22% - 混血: 1.17% - ヒスパニック・ラテン系: 0.88% |